# Anne Shirley (héroïne de roman)
Ne doit pas être confondu avec Anne Shirley.
Anne Shirley est un personnage fictif créé avec le roman Anne... la maison aux pignons verts publié en 1908 par Lucy Maud Montgomery. Montgomery écrivit dans son journal que l'idée de l'histoire d'Anne lui était venue d'une mésaventure arrivée à des connaissances qui avaient voulu adopter un garçon orphelin et s'étaient retrouvé avec une fille à sa place. L'apparence d'Anne Shirley a été inspirée par une photographie récupérée par Montgomery sur un article du Metropolitan Magazine et qu'elle avait conservée sans savoir qu'il s'agissait d'une célèbre Gibson Girl des années 1900, Evelyn Nesbit.

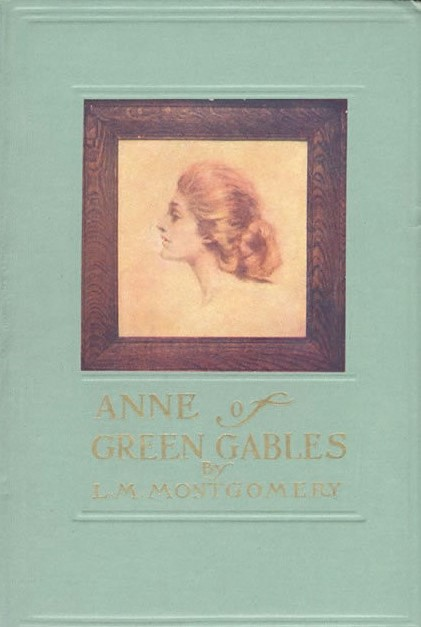
Couverture dAnne of Green Gables (1908).

## Son histoire

### Premières années
Anne Shirley est née en Nouvelle-Écosse et y a passé les premières années de sa vie. On apprend dans un ouvrage postérieur qu'Anne serait née en mars 1865. Elle est devenue orpheline à l'âge de trois mois, quand ses parents qui étaient maîtres d'école, Walter et Bertha Shirley (née Willis), moururent de la fièvre typhoïde. Comme elle n'avait pas d'autre famille, Anne fut emportée par Mme Thomas qui avait en charge le soin du ménage chez les Shirley. Après la mort de M. Thomas, Anne partit vivre dans la famille Hammond pendant plusieurs années où elle était traitée comme une domestique jusqu'à la mort de M. Hammond. Alors, Mme Hammond répartit ses enfants parmi ses proches et envoya Anne à l'orphelinat de Hopetown. Anne s'estimait frappée de la "malédiction" des jumeaux — Mme Hammond avait en effet trois paires de jumeaux qu'Anne avait dû aider à élever.

### Arrivée aux Pignons verts d'Avonlea
A l'âge de onze ans, Anne fut envoyée par l'orphelinat de Hopetown dans la province voisine de l'Île-du-Prince-Édouard, qu'elle fut amenée à considérer comme sa vraie maison par la suite. Malheureusement, elle avait été envoyée là par erreur - en effet les frère et sœur Matthew et Marilla Cuthbert voulaient adopter un garçon qui les aurait aidé à la ferme mais leur voisine qui avait fait passer leur message avait compris qu'ils voulaient d'une fille. Matthew s'est très vite attaché à Anne pour sa gentillesse, son enthousiasme charmant et sa vive imagination, aussi voulut-il dès le départ la garder aux Pignons verts. Le premier réflexe de Marilla au contraire fut de vouloir la renvoyer à l'orphelinat, mais elle finit par se laisser toucher par cette enfant originale — de plus, elle ne supportait pas l'idée alternative de la confier à une autre femme, plus dure qu'elle-même, et qui était disposée à récupérer Anne car elle avait besoin d'une bonne à tout faire.
Dans les premiers temps, Anne fit plutôt mauvaise impression sur les habitants d'Avonlea avec un scandale impliquant la voisine des Cuthbert, la commère Rachel Lynde, mais cet incident fut pardonné par une présentation d'excuses mémorable. Anne devint bientôt 'amie de cœur' avec une fille d'une ferme voisine, Diana Barry. Pendant plusieurs années, jusqu'à l'obtention de son diplôme, elle vit différentes aventures avec ses amis et sa nouvelle famille. 

### Début de la vie adulte
Anne quitte l'école d'Avonlea pour aller à la Queen's Academy et obtenir un diplôme qui lui permet de devenir, pendant une année, institutrice dans son ancienne école. Grâce à cela et une bourse d'études, elle gagne suffisamment d'argent pour entrer à l'Université de Redmond, d'où elle sort diplômée au gré de trois ans, d'une Licence de Lettres. 
Durant ces trois années, elle lie des amitiés profondes, vit en collocation dans une petite maison charmante avec trois autres amies et Tante Jasmina. Ses proches commencent petit à petit à se fiancer, à l'instar de Diana son "âme soeur" d'enfance. Cependant, Anne éconduit plusieurs prétendants, notamment Roy Gardner, un riche gentleman. Alors qu'elle allait quitter Redmond comme tous ses amis, Gilbert, son plus proche ami qu'elle connaît depuis son arrivée à Avonlea, la demande en mariage une seconde fois. 
Leurs fiançailles durent trois ans. Son anneau est serti d'un cercle de perles et non de diamants, une pierre qui l'avait déçue car elle n'avait pas cette ravissante couleur violette dont Anne avait rêvé. Gilbert lui n'est pas encore diplômé car il fait ses études pour devenir médecin. Durant ces trois années, Anne est directrice d'un lycée à Summerside. Elle vit là-bas en pension chez deux vieilles femmes avec qui elle se lie d'amitié. Ce début de carrière est compliqué mais la joie et l'ingéniosité d'Anne lui permette une nouvelle fois de charmer tout le monde qui l'entoure. 
Anne a mis fin à sa carrière d'enseignante à Summerside, la deuxième plus grande ville de l'île, après que Gilbert eut fini ses études de médecine. Ils se marient à Avonlea et déménagent sur la côte, où Gilbert a trouvé un cabinet à reprendre. Ils habitent une maison de rêve et créent un véritable foyer chaleureux où ils entretiennent de riches amitiés avec le Capitaine Jim, Mademoiselle Cornelia et Leslie Moore. Malheureusement Anne et Gilbert perdent leur premier enfant, une petite fille nommée Joy qui s'éteint lors de sa première journée sur terre. Ils parviennent cependant à remonter la pente et Anne accouche un an plus tard d'un petit garçon, James Matthew, surnommé Jem. 
Alors que leur vie de famille se construit de plus en plus, Gilbert convainc Anne de déménager plus proche de la ville de Four Wind, dans une maison plus grande où ils pourront s'épanouir avec d'autres enfants. Ils déménagent alors à Ingleside où six enfants rendent la maison plus vivante.  

## Produits dérivés
La société américaine Effanbee Doll Company produit avec succès à partir de 1936 une poupée Anne Shirley. Les premiers modèles sont en composition puis en plastique.    
Aujourd’hui, plusieurs figurines diverses sont mises en vente.    